# John Towers
John Towers (18 de febrer de 1836, Salford, Anglaterra - 18 de gener de 1922, Filadèlfia, Pennsilvània, Estats Units) fou un compositor i organista anglès.
Després d'haver-se distingit com a organista en el seu país, s'establí als Estats Units, on fou professor de cant en l'Escola de Música d'Indianapolis i del Conservatori d'Utica a l'estat de Nova York). Edità un Índex cronològic de les obres de Beethoven (1871), un diccionari d'òperes, Dictionary-catalogue of Operas and operettas, que compren 28.000 obres 
(1915) i nombrosos treballs crítics. També se li deuen diverses composicions.